# Łaskarzew
Pour les articles homonymes, voir Łaskarzew (homonymie).
Łaskarzew (prononciation : [wasˈkaʐɛf]) est une ville polonaise du powiat de Garwolin de la voïvodie de Mazovie dans le centre-est de la Pologne.
Elle est le siège administratif de la gmina de Łaskarzew.
Elle se situe à environ 15 kilomètres de Garwolin (siège du powiat) et 63 kilomètres de Varsovie (capitale de la Pologne).
La ville couvre une surface de 15,35 km2 et comptait 4 893 habitants en 2009.

## Histoire
D'abord comme simple village, Łaskarzew obtient le statut de ville en 1418.
De 1975 à 1998, la ville appartenait administrativement à la voïvodie de Siedlce.

### Massacre durant la Seconde Guerre mondiale
Au cours de la Seconde Guerre mondiale, lors de l'invasion de la Pologne en 1939, l'Armée allemande nazie tuent le 17 septembre 54 personnes dans la ville dont 34 juifs et des personnes âgées de plus de 75 ans.
Le 27 septembre 1942, les Allemands déportent 1 240 juifs vers le camp d'extermination de Treblinka.